# Bubniszcze
Bubniszcze (ukr. Бубнище) – wieś na Ukrainie, w  obwodzie iwanofrankiwskim, w rejonie dolińskim.  Podporządkowane radzie miasta Bolechów.